# Santa María Tixmadeje
Santa María Tixmadeje, även Tixmadeje Grande, är en ort i Mexiko, tillhörande kommunen Acambay de Ruíz Castañeda i den västra delen av delstaten Mexiko, i den centrala delen av landet. Orten hade 1 152 invånare vid folkräkningen 2010.